# Staltenrain
Das Gebiet Staltenrain ist ein mit Verordnung vom 4. Dezember 2015 durch die Körperschaftsforstdirektion Freiburg ausgewiesener Bannwald (Schutzgebiet-Nummer 100148) bei Wieden im Landkreis Lörrach in Baden-Württemberg.

## Lage
Das Schutzgebiet befindet sich westlich von Niedermatt, einem Ortsteil von Wieden. Es handelt sich um ein sehr großflächiges Allmendweidfeld an einem SW-exponierten Hang. Das Schutzgebiet liegt im Gemeindewald Wieden und hat die Flurstück-Nr. 087095-000-00470/000.
Der Bannwald liegt vollständig im Naturschutzgebiet Wiedener Weidberge und er ist Teil des FFH-Gebiets Belchen (FFH-Gebiet). Der Bannwald liegt ebenfalls im Biosphärengebiet Schwarzwald.
Im Schutzgebiet liegt das Biotop Ungendwiedener Weidfeld mit der Biotopnummer 181133360478.

## Vegetation
Im Bannwald kommen laut Waldbiotopkartierung die folgenden Arten vor:
Berg-Ahorn, Rotes Straußgras, Schwarz-Erle, Gewöhnliches Katzenpfötchen, Gewöhnliches Ruchgras, Arnika, Nordischer Streifenfarn,
Braunstieliger Streifenfarn, Wald-Frauenfarn, Felsen-Leimkraut, Hänge-Birke, Mittleres Zittergras, Besenheide, Sumpfdotterblume,
Rundblättrige Glockenblume, Grau-Segge, Grünliche Gelb-Segge, Igel-Segge, Braun-Segge, Bleiche Segge, Hirse-Segge, Pillen-Segge,
Floh-Segge, Silberdistel, Schwarze Flockenblume, Sumpf-Kratzdistel, Gemeine Hasel, Quendel-Seide, Zerbrechlicher Blasenfarn,
Geflecktes Knabenkraut, Breitblättriges Knabenkraut, Dreizahn, Drahtschmiele, Rundblättriger Sonnentau, Schmalblättriges Weidenröschen,
Hügel-Weidenröschen, Dunkelgrünes Weidenröschen, Sumpf-Weidenröschen, Schmalblättriges Wollgras, Gemeiner Augentrost, Rotbuche,
Horst-Rot-Schwingel, Echter Schaf-Schwingel, Mädesüß, Gemeine Esche, Gelber Hohlzahn, Harzer Labkraut, Gewöhnlicher Flügelginster,
Färber-Ginster, Ruprechtskraut, Wald-Ruhrkraut, Ruprechtsfarn, Kleines Habichtskraut, Borstige Schuppensimse, Ausdauerndes Sandglöckchen,
Spitzblütige Binse, Kröten-Binse, Zwiebel-Binse, Flatter-Binse, Gemeiner Wacholder, Acker-Witwenblume, Magerwiesen-Margerite,
Sumpf-Hornklee, Feld-Hainsimse, Bach-Quellkraut, Borstgras, Sumpf-Herzblatt, Wald-Läusekraut, Gemeine Fichte, Kleine Bibernelle,
Gemeines Fettkraut, Grünliche Waldhyazinthe, Wald-Rispengras, Hain-Rispengras, Wiesen-Rispengras, Quendelblättrige Kreuzblume,
Gewöhnliche Kreuzblume, Blutwurz, Hasenlattich, Adlerfarn, Grannen-Klappertopf, Hundsrose, Wein-Rose, Filz-Rose, Sal-Weide,
Einjähriger Knäuel, Herbst-Löwenzahn, Weiße Fetthenne, Einjährige Fetthenne, Nickendes Leimkraut, Salbei-Gamander, Breitblättriger Thymian,
Große Brennnessel, Heidelbeere, Preiselbeere, Kleiner Baldrian, Echter Ehrenpreis, Hunds-Veilchen, Sumpf-Veilchen, Ampfer-Grünwidderchen,
Kleiner Fuchs, Aurorafalter, Brauner Waldvogel, Baum-Weißling, Kaisermantel, Braunfleckiger Perlmuttfalter, Schönbär, Grüner Zipfelfalter,
Kleines Wiesenvögelchen, Weißbindiger Mohrenfalter, Gelbbindiger Mohrenfalter, Mittlerer Perlmuttfalter, Zitronenfalter, Komma-Dickkopffalter,
Braunauge, Lilagold-Feuerfalter, Kleiner Feuerfalter, Brauner Feuerfalter, Schachbrett,
Wachtelweizen-Scheckenfalter, Baldrian-Scheckenfalter, Schwalbenschwanz, Quendel-Ameisenbläuling, C-Falter,
Hauhechel-Bläuling, Graublauer Bläuling, Großer Perlmuttfalter, Distelfalter, Baumpieper, Neuntöter, Hausrotschwanz.

## Schutzzweck
Der Schutzzweck des Bannwalds ist gemäß Schutzgebietsverordnung
- Die unbeeinflusste, spontane Entwicklung des Waldes mit seinen Tier- und Pflanzenarten (Schutz des Sukzessionsablaufs, Prozessschutz) sowie die wissenschaftliche Beobachtung der Entwicklung zu gewährleisten.
- Dies beinhaltet den Schutz der Lebensräume und -gemeinschaften, die sich im Gebiet befinden, sich im Verlauf der eigendynamischen Entwicklung des Waldbestandes innerhalb des Schutzgebietes ändern oder durch die eigendynamische Entwicklung entstehen.

## Betreuung
Wissenschaftlich betreut wird der Bannwald durch die Forstliche Versuchs- und Forschungsanstalt Baden-Württemberg (BVA).